# György Demeter
György Demeter (ur. 7 lipca 1959 w Budapeszcie) – węgierski śpiewak, muzyk, aktor.
Uczęszczał do muzycznej szkoły podstawowej im. Janosa Hunyadiego (1965-1973), osiem lat uczył się grać na trąbce, cztery lata na pianinie. Był członkiem zespołu dętego w gimnazjum im. Świętego Stefana.
Grał również role teatralne w spektaklach: The Rocky Horror Show jako Eddie na scenie Piccolo Theatre, Rent, Jesus Christ Superstar, West Side Story, Płacz dla miłości (Kiálts a szeretetért), Tacy byliśmy i Podróże (Utazás).
Później grał z zespołami, m.in. Skorpió, Bergendy, XL Sisters i Bulldózer. Jest także założycielem grupy Not for Sale. Poza Omegą towarzyszy lub towarzyszył na koncertach i w nagraniach studyjnych z takimi wykonawcami jak Ferenc Demjén, Locomotiv GT, Tamás Somló, Zsuzsa Koncz i Első Emelet. Występuje także w musicalach.